# Warzymice (stanowisko archeologiczne)
Stanowisko archeologiczne w Warzymicach — położone na terenie wsi Warzymice, w gminie Kołbaskowo, w województwie zachodniopomorskim. Kierownikiem badań prowadzonych w lipcu 2013 był Mieszko Pawłowski.
Jest to stanowisko odsłaniające relikty neolitycznej osady kultury Rössen z V tysiąclecia przed naszą erą. Jest to drugie takie stanowisko ze śladami społeczności kultur wstęgowych na terenie gminy Kołbaskowo. Dokonano odkrycia osady, jamy gospodarczej pełnej naczyń stołowych, narzędzi z krzemienia, fragmentu topora i nadpalonych kości zwierzęcych. 
Podczas wykopalisk mieszkaniec wsi dostarczył naukowcom siekierę krzemienną z okresu kultury pucharów lejkowatych (3800 – 3200 p.n.e.).
Prace archeologiczne w okolicy kontynuowane były w latach następnych. Wynikały one z konieczności przebadania archeologicznego terenów przeznaczonych pod budowę zachodniej obwodnicy Szczecina. W 2022 w okolicach Przecławia, naukowcom kierowanym przez dr Marcina Dziewanowskiego udało się odkryć relikty dużego domu (o długości co najmniej 25 m) należącego do ludów kultury ceramiki wstęgowej rytej. Niezwykłość tego odkrycia polegała na tym, że dom ten był sytuowany na osi wschód-zachód, a nie północ-południe jak w dotychczas znanych budowlach tego typu.